# Miloš Kruščić
Miloš Kruščić (serb. cyr. Милош Крушчић, ur. 3 października 1976 w Belgradzie) – serbski trener piłkarski i piłkarz grający na pozycji lewego obrońcy. Były, dwukrotny reprezentant FR Jugosławii. Obecnie pełni funkcję pierwszego trenera węgierskiego klubu Újpest FC.

## Kariera klubowa
Wychowanek szkółki piłkarskiej FK Partizan, w której trenował w latach 1985-1995. Zawodową karierę rozpoczął w klubie Palilulac Belgrad. W 1998 roku przeniósł się do Spartaka Subotica, a rok później do FK Zemun. W 2001 roku dołączył do rosyjskiego FK Rostów, dla którego w ciągu 6 sezonów rozegrał 167 spotkań ligowych.

## Kariera reprezentacyjna
W styczniu 2001 roku Kruščić był członkiem jugosłowiańskiej reprezentacji na Millennium Super Soccer Cup w Indiach. Rozegrał na nim dwa spotkania - 16 stycznia z Bangladeszem oraz 25 stycznia z Bośnią i Hercegowiną. Były to jedyne mecze obrońcy w reprezentacji.

## Kariera trenerska
Po wygaśnięciu kontraktu w Rosji w 2007 roku postanowił nie szukać nowego klubu i zakończyć karierę piłkarza. Początkowo pracował jako ekspert w serbskiej telewizji. Rozpoczął również kursy trenerskie, a w ramach szkolenia odbył staż w swoim byłym klubie FK Rostów. W latach 2011–2013 pełnił rolę trenera drużyn młodzieżowych w kazaskim FK Taraz. Następnie był asystentem trenera w bułgarskim Liteksie Łowecz (2015) oraz serbskim Spartaku Subotica (2015–2017). 
W sezonie 2017/2018 objął Metalac Gornij Milanovac, który był jego debiutanckim klubem w roli pierwszego trenera. 
13 sierpnia 2018 został trenerem FK Zemun. 
17 czerwca 2019 trafił do CSKA Sofia, gdzie był analitykiem i asystentem w sztabie Dobromira Mitowa, a następnie asystentem Ljubka Petrovicia. Później, 3 października 2019, został mianowany pierwszym trenerem klubu. 
13 stycznia 2022 podpisał kontrakt z Újpestem FC. 